# Torneo de San Diego 2024
El San Diego Open 2024 fue un evento de tenis profesional que se jugó en pistas duras. Fue la 38.a edición, el torneo formó parte de la WTA Tour 2024 en la categoría WTA 500. Se distó en San Diego, Estados Unidos del 26 de febrero hasta el 3 de marzo de 2024. en el Barnes Tennis Center.

### Distribución de puntos
| Modalidad    | G   | F   | SF  | CF  | Ronda de 16 | Ronda de 32 | C  | C2 | C1 |
| Individuales | 500 | 325 | 195 | 108 | 60          | 1           | 25 | 13 | 1  |
| Dobles       | 500 | 325 | 195 | 108 | 1           |             |    |    |    |

## Cabezas de serie

### Individuales femenino
| Tenista                  | Ranking | Preclasificada |
| Jessica Pegula           | 5       | 1              |
| Beatriz Haddad Maia      | 14      | 2              |
| Emma Navarro             | 23      | 3              |
| Anastasia Pavlyuchenkova | 24      | 4              |
| Dayana Yastremska        | 29      | 5              |
| Marta Kostyuka           | 30      | 6              |
| Donna Vekić              | 31      | 7              |
| Leylah Fernandez         | 33      | 8              |

- Ranking del 19 de febrero de 2024.

### Dobles femenino
| Tenista                         | Ranking | Preclasificada |
| Desirae Krawczyk Jessica Pegula | 22      | 1              |
| Storm Hunter Kateřina Siniaková | 25      | 2              |
| Nicole Melichar Ellen Perez     | 29      | 3              |
| Hao-ching Chan Giuliana Olmos   | 51      | 4              |

## Campeonas

### Individual femenino
Katie Boulter venció a  Marta Kostyuk por 5-7, 6-2, 6-2

### Dobles femenino
Nicole Melichar /  Ellen Perez vencieron a  Desirae Krawczyk /  Jessica Pegula por 6-1, 6-2